# Sigurd Kloumann
Sigurd Kloumann, född 1 juli 1879 i Vadsø, Norge, död den 18 januari 1953 i Oslo, var en norsk ingenjör och generaldirektör.
Kloumann avlade examen 1899 vid Kristiania tekniska skola, varefter han gjorde studieresor till vattenkrafts- och fabriksanläggningar i Frankrike, England, Tyskland, Schweiz, Italien och USA. Erfarenheterna från dessa och kommande resor använde han som chef för flera norska kraftanläggningar, varav flertalet tillkom under Kloumanns tid.
Kloumann var utländsk ledamot av både svenska Vetenskapsakademien och Ingenjörsvetenskapsakademien.